# Francesco Scarsella
Francesco Scarsella (Rapallo, 25 agosto 1899 – Roma, 23 novembre 1977) è stato un geologo italiano.

## Biografia
Si è laureato in scienze naturali nel 1924. Dal 1928 al 1931 ha svolto attività di ricerca presso l'Istituto di pedologia dell'Università di Perugia, prima di entrare nel servizio geologico nazionale, per il quale tra il 1936 e il 1940 ha compiuto rilevamenti nell'Africa Orientale Italiana (e, in particolare, su commissione dell'Agip, in Somalia e in Etiopia) e in Albania.
Ha tenuto la cattedra di geologia all'ateneo di Bari sino al 1959, quando si è trasferito per chiamata alla pari cattedra dell'Università Federico II di Napoli. Qui ha diretto per un decennio l'Istituto di geologia e paleontologia. Ha diretto le rilevazioni di alcuni fogli, specie di aree campane e lucane, della carta geologica d'Italia.
Socio dell'Accademia Pontaniana, Scarsella è stato presidente della Società Geologica Italiana nel biennio 1958-'59.